# Cratere Tai Wei
Tai Wei è un piccolo cratere lunare di 0,48 km situato nella parte nord-occidentale della faccia visibile della Luna.